# Червењица при Сабинову
Червењица при Сабинову (слч. Červenica pri Sabinove) насељено је мјесто са административним статусом сеоске општине (слч. obec) у округу Сабинов, у Прешовском крају, Словачка Република.

## Становништво
| Година:    | 1994. | 2004.    | 2014.   | 2024.    |
| ---------- | ----- | -------- | ------- | -------- |
| Број људи: | 711   | 788      | 846     | 969      |
| Разлика:   |       | +10,82 % | +7,36 % | +14,53 % |

| Година:    | 2023. | 2024.   |
| ---------- | ----- | ------- |
| Број људи: | 965   | 969     |
| Разлика:   |       | +0,41 % |

Према подацима о броју становника из 2011. године насеље је имало 823 становника.